# SITRASB
SITRASB (Società Italiana Traforo del Gran San Bernardo SpA.) (pl. Spółka włoska dla tunelu Gran San Bernardo) – spółka będąca operatorem włoskiej części (50%) tunelu Gran San Bernardo oraz drogi dojazdowej do niego (droga SS27). Spółka powstała w 1957 w Aoście. Szefem jest Lorenzo Chentre.

## Udziałowcy
- Region autonomiczny Dolina Aosty – 63.50%
- ASTM –  36.50%